# Malmö museum
Malmö museum (1985–2023 benämnt Malmö museer) är ett kommunalt och regionalt museum i Malmö. Museet visar utställningar om teknik, sjöfart, naturhistoria och historia. Malmö museum har också ett akvarium. Utställningarna visas primärt på Slottsholmen och i Teknikens och Sjöfartens hus. På Slottsholmen är Malmöhus slott en del av museet och där ligger också Malmö konstmuseum.
Malmö museum är också ett science center. I Science center Malmö ingår utställningarna Idéplaneten, Framtidens fordon, Muskler och motorer, Himmel och jord, Tidernas stad, Smart och Vår natur.
Malmö museum har även ett arkeologiskt och marinarkeologiskt fyndansvar för Malmö på uppdrag av länsstyrelsen, och ett kommunalt uppdrag inom kulturmiljövård.
Museet erhöll 2002 utmärkelsen Årets museum av Riksförbundet Sveriges museer.
Biljana Topalova-Casadiego är sedan 2021 chef på Malmö museum.  De senare museicheferna är Mats Fastrup tf museichef 2019 - 2021. Katarina Carlsson 2015-2019, Göran Larsson 2005-2014.
Museet bytte namn från Malmö Museer till Malmö museum den 12 april 2023.
22 april 2023 invigdes i delvis ombyggda Teknikens och sjöfartens hus den av Knut och Alice Wallenbergs stiftelse med flera donerade 360° domteater-biografen Wisdome. Biografen med kringutrymmen ingår i en kedja av liknande anläggningar runt om i Sverige och visar specialgjorda filmer med teman om rymden och vetenskaplig forskning och samverkar bland andra med olika universitet.

## Samlingar
Malmö museums samlingar innehåller ungefär 500 000 föremål, 4 miljoner fotografier, 3–4 miljoner arkeologiska artefakter och en arkivsamling. Till museets största samlingsområden hör kulturhistoria, natur, arkeologi, teknik- och sjöfartshistoria. En del av museets föremål finns sökbara i databasen Carlotta.

## Utställningar
Museet har ett flertal fasta basutställningar. På Slottsholmen finns basutställningarna Malmöhus slott, Makt över människor, På kungens order, Vår natur, Akvariet, Välkommen till Sverige, Färg, form och funktion, Strandkanten och Skånska dinosaurier och andra jättegamla djur och Ledtrådar – stolphål, DNA och andra spår från forntiden. Där finns också Malmö Museers naturhistoriska dioramor som skildrar svensk natur. De byggdes under 1930- och 40-talen. I huvudentrén på Slottsholmen visas sedan 1937 Malmö museums giraff.
På Teknikens och sjöfartens hus finns basutställningarna Ubåten U3, Båtlekrummet, Utan land i sikte, Kustland, Muskler och motorer, Idéplaneten, Framtidens fordon, Himmel och jord, Intryck, Smart, Tidernas stad och Women making history.
Museet visar och producerar också tillfälliga utställningar. År 2012 visades utställningen Muri Romani Familja.

### Ledtrådar – stolphål, DNA och andra spår från forntiden
Utställningen handlar om de människor som levde här långt före oss och de spår de lämnade efter sig. Från äldsta stenålder för 14 000 år sedan, och fram till slutet av järnåldern för ungefär 1 000 år sedan. Trådar och paralleller dras till vår egen samtid. Utställningen visar också hur vi anser oss kunna veta det vi säger oss veta idag om forntiden.

### Makt över människor
Genom människors livsöden skildras slottet Malmöhus historia från 1700-tal till nutid. Utställningen belyser i huvudsak den period då slottet fungerade som fängelse och de fångar som satt på Malmöhus. Utställningen invigdes 2004.

### Välkommen till Sverige
Utställningen handlar om de månader 1945 då Malmö museum förvandlades från offentligt museum till flyktingförläggning. Kvinnor och män från nazismens koncentrationsläger kom till Malmö genom Röda Korsets räddningsaktion de Vita bussarna. En av de få kvarvarande Vita bussarna visas utanför Malmöhus slott.

### På kungens order
På kungens order belyser historien om 1600-talets skånska krig och hur det gick till när Skåne blev en del av Sverige.

### Vår natur
Vår natur handlar om naturen och djuren närmast oss, och om hur människan använder och påverkar naturen både lokalt och globalt. I utställningen visas delar av Malmö Museers naturhistoriska samlingar.

### Akvariet
Malmö museums Akvarium invigdes 1937. 2015 renoverades akvariet helt och är nu dubbelt så stort som förut. Akvariet är uppdelat i tre avdelningar: Våra vatten, Unika och hotade miljöer och Djurens fantastiska funktioner. Här finns olika djur och miljöer – från korallrev till tropisk regnskog och svensk insjö. Sammanlagt finns här 60 terrarier och akvarier. 

### Färg Form Funktion
Färg, form och funktion handlar om naturens och djurens funktioner, färger och former. Här visas uppstoppade djur från hela världen. Bland annat en przewalskis häst, en näsapa och en kivifågel.

### Skånska dinosaurier och andra jättegamla djur
I utställningen görs en tidsresa med Skåne i centrum från jordens urtid för 4,6 miljarder år sedan fram till nutid. I utställningen finns fossila fynd från dinosaurier, förhistoriska däggdjur och växter från Skåne.  Under årmiljonerna har klimatet förändrats åtskilliga gånger och därmed påverkat förutsättningarna för livet i Skåne.

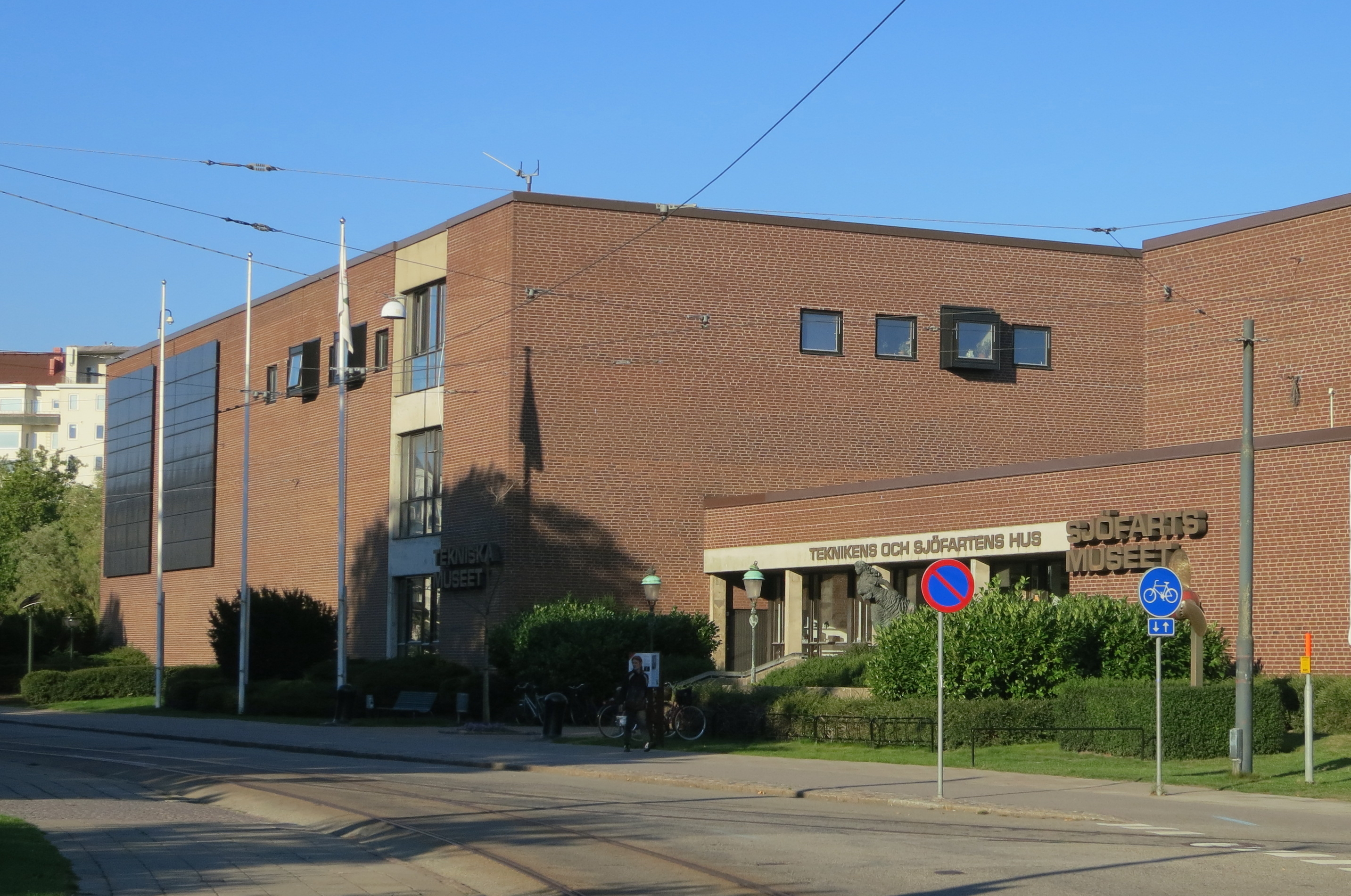
Malmö museum, Teknikens och sjöfartens hus.

## Byggnader
Huvudutställningarna visas i byggnaderna:
- Slottsholmen med Malmöhus slott
- Teknikens och sjöfartens hus (tidigare Malmö tekniska museum)

Dessutom ingår i stadsregionen utspridda byggnaderna (några tillfälligt stängda eller med annan verksamhet):
- Kommendanthuset
- Ebbas hus
- Slottsmöllan
- Wowragården i Södra Sallerup
- Garveriet i Årup

## Historia
Museet har sitt ursprung i den av komministern P. Ax. Hultman 1841 skapade naturhistoriska samlingen i Nya skolan, en av Hultman inrättad privatskola. 1851 övertogs samlingen av det nyinrättade Skånskt naturhistoriskt museum. 1890 beslöt Malmö stadsfullmäktige att överta ägandet av museet och 1901 invigdes ett nybyggt museum. Trots den stora byggnaden uppstod emellertid snart lokalbrist. 
1937 öppnade Malmö Museum i nya moderna lokaler på Slottsholmen. Då fanns en uttalad ambition att presentera samlingarna på ett pedagogiskt sätt i folkbildande syfte, så att alla skulle lära sig något nytt vid besöket. Istället för att, som tidigare, rada upp systematiska serier av museiföremål, utgick man från nya forskningsrön inom pedagogik och psykologi. Även utställningstexter skulle presenteras på ett användarvänligt sätt så att de väckte betraktarens intresse. Den naturhistoriska avdelningen skulle inte bara visa de biologiska preparaten utan också beskriva artens egenskaper och vilken ”nytta eller skada” den hade för människan. I tidningar beskrevs museet som ”Europas modernaste”. Redan vid öppningen fanns en avdelning med vattenlevande djur och en egen restaurang.
Mellan 1985 och 1999 fick Malmö stad en gemensam förvaltning för ett antal museer i och kring Malmö och 1985–2023 samlades dessa under namnet Malmö Museer. Museerna som slogs samman var Stadsmuseet, Teknik- och Sjöfartsmuseet, Naturmuseet, Konstmuseet och Stadsantikvariska avdelningen. De tidigare museerna blev avdelningar med egna chefer under en gemensam museidirektör. 1999 ändrades organisationen igen och nu blev Malmö Konstmuseum och Stadsantikvariska enheten (Malmö Kulturmiljö) egna institutioner. Från den 1 juli 2008 ingår Malmö Kulturmiljö åter i Malmö Museer/Malmö museum. Sedan april 2023 är namnet Malmö museum återigen övergripande namn för alla verksamheterna.
Museichef var mellan 1999 och 2005 Kennet Johansson och mellan hösten 2005 och våren 2015 tidigare stadsarkivarien Göran Larsson.